# آنهالت-دسائو
آنهالت-دسائو (انگلیسی: Anhalt-Dessau) یکی از شاهزاده نشین‌های امپراتوری مقدس روم و بعداً دوک نشین کنفدراسیون آلمان بود. تحت فرمان خاندان آسکانیا، در سال ۱۳۹۶ میلادی به دنبال تقسیم شاهزاده آنهالت-زربست ایجاد شد و سرانجام در سال ۱۸۶۳ میلادی با دوک نشین آنهالت ادغام شد. پایتخت این ایالت دسائو در زاکسن امروزی بود.

## تاریخ

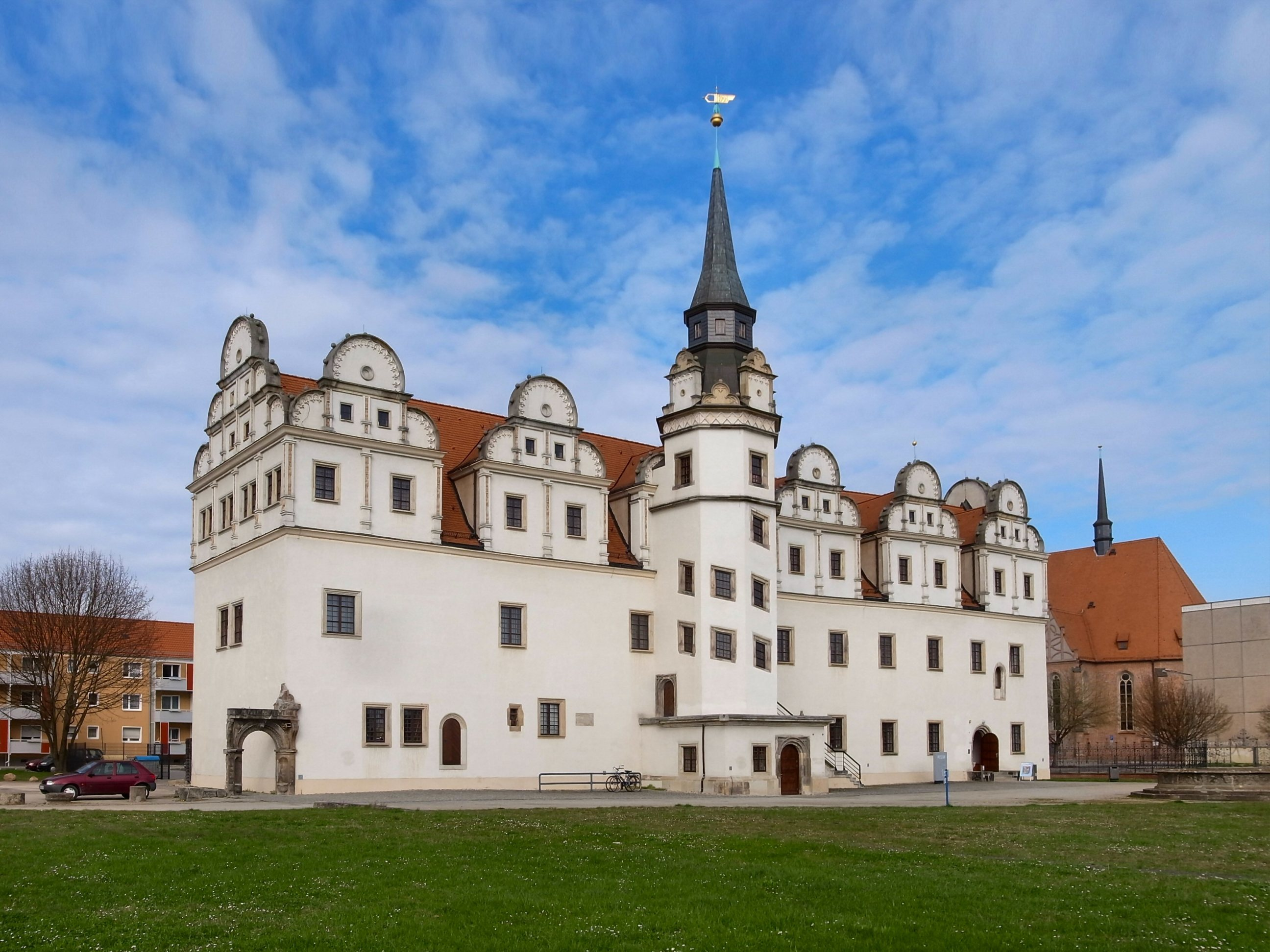
کاخ دسائو

پادشاهی آنهالت در سال ۱۲۱۲ میلادی تحت فرمان اولین فرمانروای خود هنری اول، پسر دوک ساکسون برنهارد سوم، بوجود آمد. این شاهزاده نشین که از نام قلعه آنهالت، مقر اجدادی سلسله اسکانی در نزدیکی هارتزگرود گرفته شده است، در طول عمر چند صد ساله خود چندین تقسیم بندی را تجربه کرده است.
قلمرو آنهالت در سال ۱۲۵۲ بین پسران شاهزاده هنری اول تقسیم و به به پادشاهی‌های آنهالت-آشرسلبن، آنهالت-برنبورگ و آنهالت-زربست تبدیل شد. در جریان تقسیم، شاهزاده زیگفرید اول، کوچک‌ترین پسر هنری اول،زمین‌های اطراف کوتن، دسائو، و زربست را دریافت کرد. پسر و جانشین او شاهزاده آلبرت اول در سال ۱۲۹۵ میلادی در قلعه کوتن اقامت گزید. در سال ۱۳۹۶ میلادی، پسران بازمانده شاهزاده جان دوم از آنهالت-زربست دوباره میراث خود را تقسیم کردند. زیگیزموند اول شاهزاده آنهالت-دسائو شد و در دسائو اقامت گزید، در حالی که برادر کوچک‌ترش آلبرت چهارم به عنوان شاهزاده آنهالت-کوتن سلطنت کرد.

آنهالت پس از تقسیم شدن بین پسران هنری اول، در ۱۲۵۹ میلادی

پس از مرگ شاهزاده جورج اول، پسر زیگیزموند در سال ۱۴۷۴ میلادی، این قلمرو دوباره تقسیم شد. آنهالت-دسائو برای دومین بار در سال ۱۵۴۴ با ایجاد آنهالت-زربست و آنهالت-پلوتزکائو تقسیم شد. از سال ۱۵۶۱ تا ۱۶۰۳ میلادی آنهالت-دسائو تحت حکومت شاهزاده آنهالت-زربست بود و در سال ۱۶۰۳ میلادی شاهزاده نشین آنهالت-دسائو احیا شد و در سال ۱۸۰۷ میلادی به دوک نشین تبدیل شد.

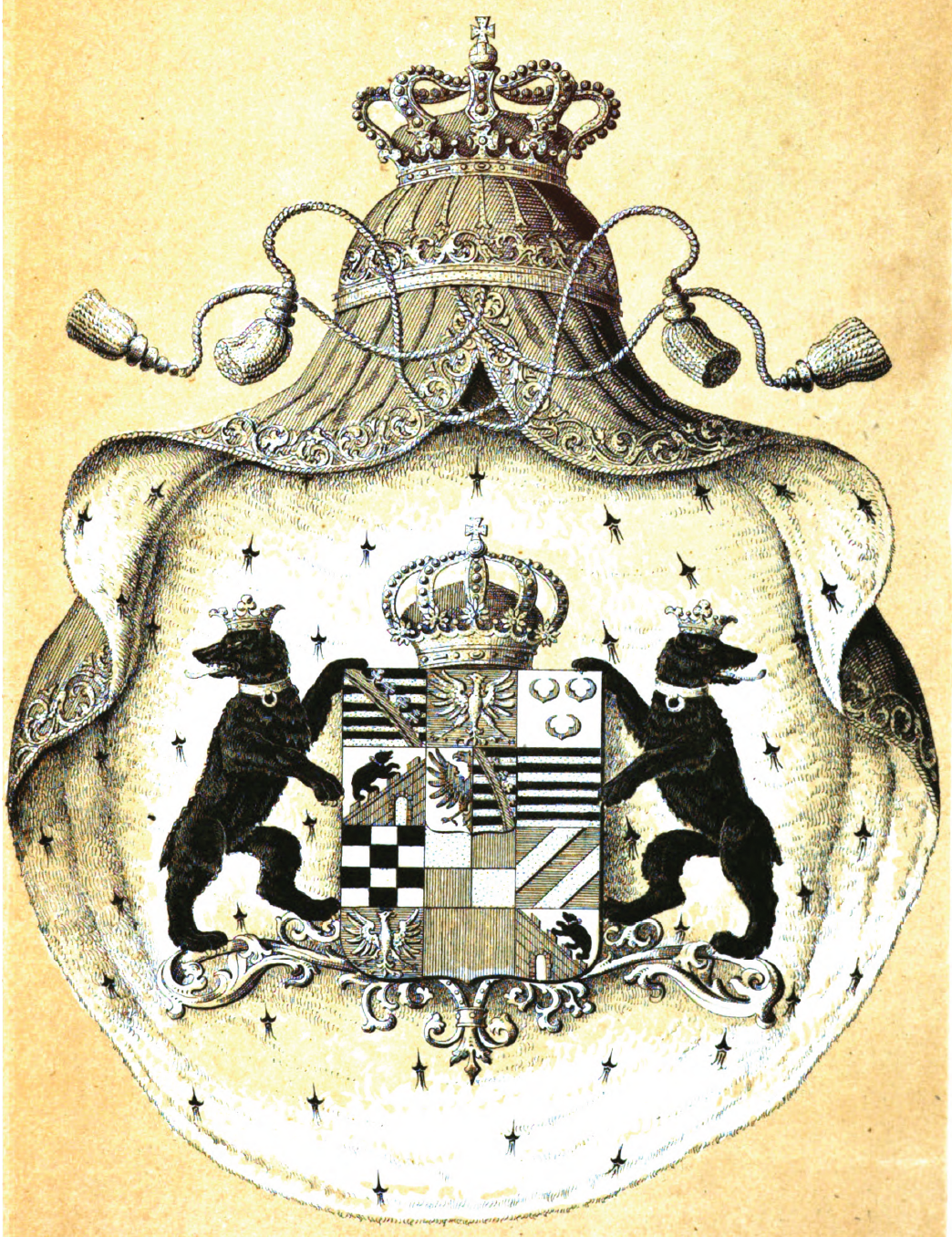
آنهالت-دسائو-کوتن

آنهالت-کوتن با مرگ دوک آنهالت-کوتن در ۲۳ نوامبر ۱۳۴۷ از میان رفت و قلمروی آن در ۲۲ مه۱۸۵۳ میلادی به آنهالت-دسائو پیوست. پس از مرگ آخرین دوک آنهالت-برنبورگ در ۱۹ اوت ۱۸۶۳، تمام سرزمین‌های آنهالت تحت حکومت دوک آنهالت-دسائو قرار گرفت که سپس عنوان جدید دوک آنهالت را برای دوک نشین تازه تأسیس آنهالت سبب شد.